# Tayma

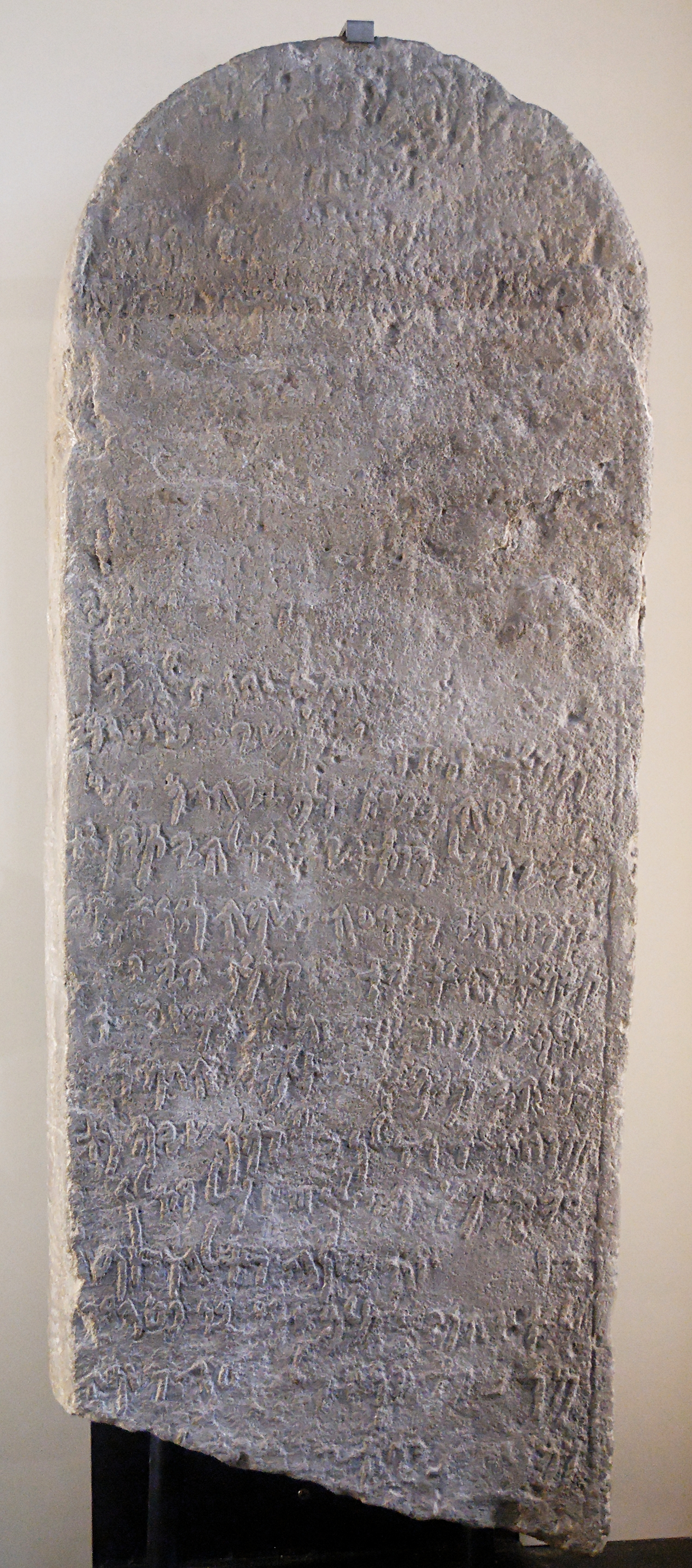
Aramäische Inschrift aus Tema (6. Jahrhundert v. Chr.)

Tayma (oder Taima, Tema) (arabisch تيماء, DMG Taymāʾ) ist eine große Oase in Saudi-Arabien mit einer langen Siedlungsgeschichte. Sie liegt im Nordosten des Hedschas, etwa an der Stelle, an der die alte Weihrauchstraße als Handelsroute zwischen Yathrib (Medina) und Dumah die Wüste Nefud zu überqueren beginnt. Tayma liegt 264 Kilometer südöstlich der Stadt Tabuk (gehört auch zur gleichnamigen Provinz) und etwa 400 Kilometer nördlich von Medina.

## Topografie
Tayma, etwa 830 m über NN, liegt in einer Senke zwischen den östlichen Ausläufern des Hedschas-Gebirges im Westen und der Nefud (Wüste) im Osten. Nördlich der heutigen Siedlung ist ein fossiler See vorgelagert, in welchem sich aber nur noch sehr selten Wasser sammelt. Der See entwickelte sich im Verlauf zu einer Salztonebene (arabisch sabcha), die vor 20.000 Jahren noch als beachtlicher See existierte und vermutlich im fünften Jahrtausend v. Chr. austrocknete. Der Schlamm aus der Salztonebene wurde für die Herstellung von Lehmziegeln verwendet, die für den Bau der antiken Stadtmauer vorgesehen waren.
An den tiefsten Stellen ist das Grundwasser nur 1,5 m unter der Oberfläche, an anderen Stellen gut 40 m. Die Oase war über Jahrtausende eine der bedeutendsten Palmenoasen. Durch künstliche Bewässerung erreicht sie heute eine Zahl von 80.000 Dattelpalmen auf der vierfachen Fläche gegenüber den 1950er Jahren.

## Steinzeit
Zahlreiche Felsbilder in der Umgebung von Tayma mit Darstellungen von Menschen und Tieren belegen die Anwesenheit vom Menschen in der Umgebung bereits in der Jungsteinzeit.

## Nomaden und Juden
Die Wissenschaftler des Deutschen Archäologischen Instituts, die die Oase erforschen, gehen davon aus, dass Beduinen das Gebiet wegen der Wasservorkommen seit dem 3. Jahrtausend v. Chr. besuchten.
Vom 1. bis zum 6. nachchristlichen Jahrhundert bestand in Tayma eine jüdische Gemeinde. Im 6. Jahrhundert lebte hier der Prinz und Dichter Samaw'al, der als loyaler Gastgeber des Dichters Imru' al-Qais bekannt geworden ist. Der jüdische Reisende Benjamin von Tudela beschrieb um 1170 die jüdische Präsenz in Tayma und dem benachbarten Chaibar.

## Ägypter
Im Juli 2010 fanden laut Mitteilung der Saudi Commission for Tourism and Antiquities (SCTA) Archäologen in der Nähe von Tayma die erste antike Hieroglyphen-Inschrift auf saudischem Staatsgebiet. Sie trägt die Kartuschen des Pharao Ramses III., der bis 1156 v. Chr. regierte. Die Archäologen gehen davon aus, dass damals eine wichtige Handelsstraße durch Tayma führte, die das Nildelta mit dem Roten Meer verband. Transportiert wurden Weihrauch, Kupfer, Gold und Silber.

## Stadtgründung und Stadtmauer
Wann das Gebiet der neuen Entwicklung in Sumer und der nördlich gelegenen Levanteküste zur Stadtbildung folgte, ist unbekannt. Nachgewiesen ist aber ab dem 2. Jahrtausend v. Chr. eine äußere Umfassungsmauer aus Lehm und Sandstein von ca. 10 Meter Höhe, die ein Gebiet von ca. 20 Hektar umschloss, das die Lebensgrundlage der Bewohner darstellte: eine ausgedehnte Palmenoase. Diese erste Mauer wurde in den folgenden Jahrhunderten ausgebaut und erreichte schließlich eine Länge von 15 Kilometern. Die Befestigung beeindruckte noch im 11. Jahrhundert den arabischen Historiker Abū ʿUbaid al-Bakrī.
Grabfunde innerhalb der Mauer und direkt an der äußeren Mauer aus den Materialien Holz und Elfenbein mit kunstvollen Verzierungen weisen auf die ausgehende Bronzezeit des späten 2. Jahrtausends v. Chr. hin.

## Innere Mauer
Den Bau einer inneren Mauer mit Türmen mit einem Abstand von ca. 100 Metern zur äußeren Mauer während des 1. Jahrtausends v. Chr. deuten die Archäologen als Hinweis auf kriegerische Konflikte mit regionalen Konkurrenten wie z. B. dem Königreich von Lihyan mit der Oase Dadan (antik Dadanu), die etwa 150 km südwestlich von Tayma liegt.

## Siedlungsgeschichte der Eisenzeit

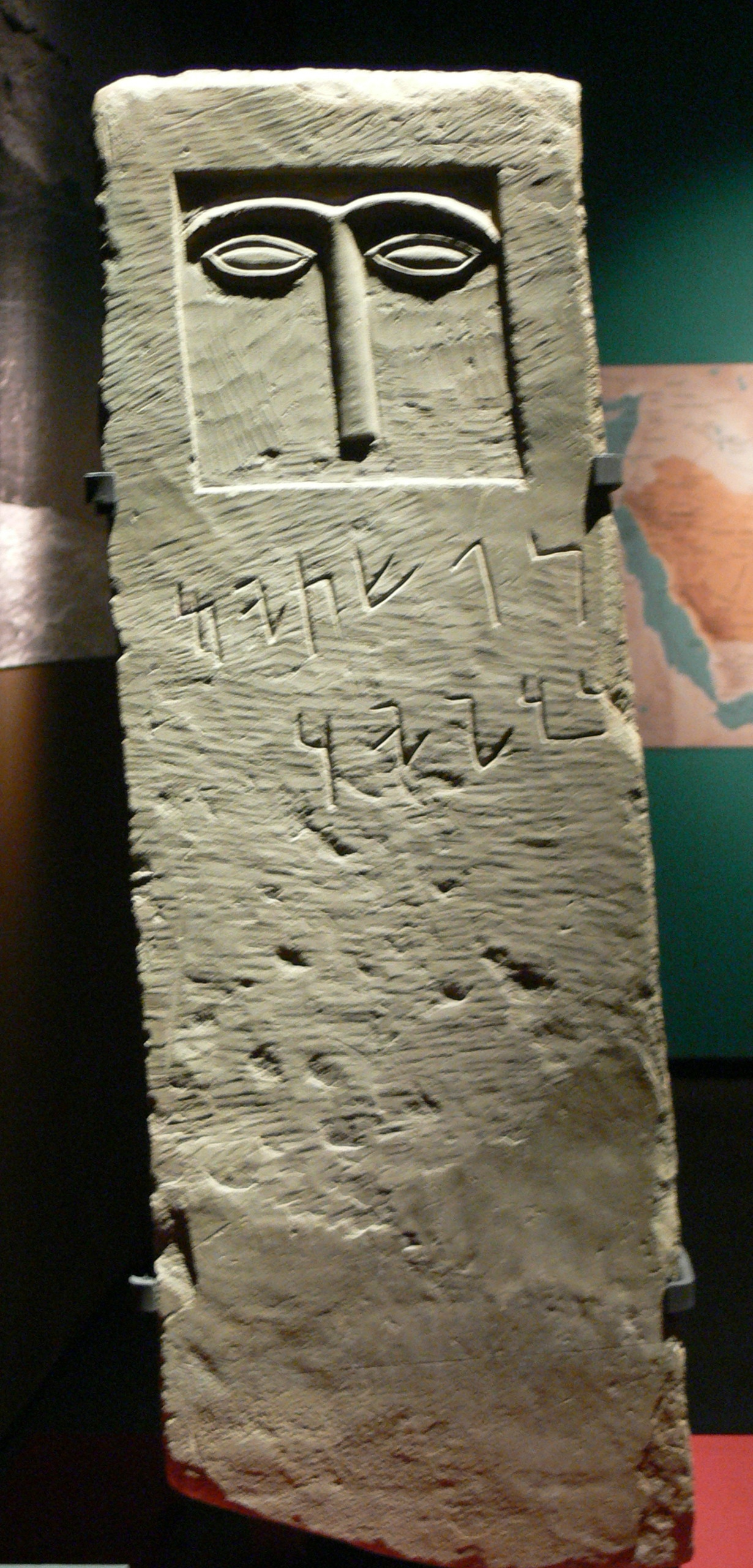
Augenstele mit aramäischer Inschrift, Tayma Museum

Im geschützten Kerngebiet der Siedlung finden sich fünf durch Keramik und weitere Funde gut unterscheidbare Bauschichten, die sich auf sechs Meter anhäuften und eine Zeit von acht Jahrhunderten seit Mitte des ersten Jahrtausends abdecken. Diese eisenzeitliche Besiedlung ist durch Steinhäuser geprägt. Die meisten waren kleine und mittelgroße Wohnhäuser, in denen sich auch die Spuren von Nahrungsverarbeitung und handwerklicher Tätigkeit sowie ein großes repräsentatives Gebäude von 500 Quadratmetern mit einer Säulenhalle nachweisen lassen. Der Kopf einer einst drei Meter großen Statue, die als Monolith gefertigt war, eine weitere Statue dieser Größe, die heute im Museum der Stadt steht sowie weitere Objekte in dem Gebäude, ebenso wie Vergleichsfunde aus dem nahen Dedan, legen nahe, dass es sich um einen Tempel handelte. Im Schutt dieses Gebäudes fand sich auch eine Bogenstele mit einem vor Astralsysmbolen stehenden König, deren Bildsprache und deren fragmentarischer Keilschrifttext (ohne erhaltene Namensinschrift) auf König Nabonid hindeuten. Unklar ist, ob später auch die Achämeniden die Oase in ihre Herrschaft eingegliedert haben.
Tiglat-Pileser III. erhielt Tribut aus Tayma und Sanherib bezeichnete eines der Tore von Ninive als das Wüstentor, durch das die „Geschenke der Sumu'aniten und Teymeiten eintrafen“. In assyrischen Quellen wird erwähnt, dass zu dieser Zeit eine lokale arabische Dynastie über Tayma herrschte. Die Namen von zwei Königinnen des achten Jahrhunderts v. Chr. sind als Schamsi und Zabibei überliefert.
In der sogenannten „Harran-Inschrift“ wird erwähnt, wie der babylonische König Nabonid Ende des dritten Regierungsjahres um 553 v. Chr. seinen Regierungssitz nach Tayma verlegte. Während des Feldzuges, mit dem er in der Region seine Herrschaft etablierte, unterwarf er auch die Orte Yathrib (heutiges Medina) und Dadan. Im Strophengedicht des Nabonid wird ebenfalls von seinem Auszug nach Tayma mit einem großen Heer berichtet. Die weiteren Angaben im Strophengedicht besitzen jedoch Propagandacharakter, weshalb der weitere Wahrheitsgehalt fraglich erscheint. Die Nabonid-Chroniken bestätigen seinen Aufenthalt in Tayma für sein 7. bis 11. Regierungsjahr. Für die ersten sechs Jahre enthält der Text Lücken. Nabonids Interesse für diese Region im heutigen nördlichen Saudi-Arabien war vermutlich wirtschaftlicher Natur, beispielsweise zur Erlangung der Kontrolle über den Weihrauchhandel.
Man hat Keilschriftinschriften in Tayma gefunden, die aus dem 6. Jahrhundert v. Chr. stammen könnten. Aus der Zeit um 500 v. Chr. stammen einige aramäische Textfunde. Von Al-Mushamrakhah, einigen Hügeln südwestlich von Tayma stammt eine Felseninschrift in lihyanitischer Schrift. Sie enthält unter anderem die Buchstabenfolge „NBND / MLK / BBL“, welches als „nabend malik babel“, zu Deutsch: „Nabonid König von Babylon“, gedeutet wird.
Nach arabischen Traditionen wurde Tayma in der Spätantike von einer jüdischen Dynastie beherrscht, ob diese allerdings Exil-Juden oder die arabischen Nachkommen von Konvertiten waren, ist nicht klar. In den 630ern fiel die Stadt an die Muslime und die Einwohner wurden als Dhimmis behandelt. Später wurden viele Einwohner ausgewiesen.
Im Sommer 1181 überfiel Renaud de Châtillon bei Tayma auf der Straße von Damaskus nach Mekka eine muslimische Karawane und brach damit den 1180 mit Saladin geschlossenen Waffenstillstand.

## Antike Götterwelt
Die in Tayma entdeckten Inschriften verweisen auf die Verehrung der Göttertrias Ṣalm, Sengalla und Aschima. Die höchste dieser drei ist Ṣalm. Sie wird in Verbindung mit drei Ortsnamen genannt: mchrm, hgm und rb (oder db), deren Aussprache und Lokalisierung unsicher ist. Ihr Symbol ist eine (geflügelte) Sonne. Sengalla hingegen ist dem Mond zugeordnet (und möglicherweise ist der Name in Verbindung mit der assyrischen Mondgottheit Sin zu verstehen). Aschima wird durch den Venusstern symbolisiert.

## Biblische Erwähnungen
Im Alten Testament wird Tema mehrfach erwähnt (Hi 6,19 ; Jes 21,14 ; Jer 25,23 ). Im 7. Jahrhundert v. Chr. soll der Ort reich und stolz genug gewesen sein, um Jeremia zu veranlassen, gegen sie zu prophezeien (Jer 25,23 ).
In der Bibel hieß einer der Söhne von Ismael Tema (Gen 25,15 ; 1 Chr 1,30 ). Das Deutsche Archäologische Institut beteiligt sich seit 2004 an Ausgrabungskampagnen vor Ort.

## Karawanen und Weihrauchhandel
Tayma war die bedeutendste Oase auf einem der wichtigsten Handelswege des Altertums, der Weihrauchstraße, die Südarabien mit der Levante verband. Die Kamelkarawanen, die den in Südarabien gewonnenen Weihrauch nach Norden schafften, nutzten die Palmenoasen Arabiens als Rastplatz und zum Handel.

## Sehenswürdigkeiten
- Die Burg Qasr Al-Ablaq liegt im Südwesten der Stadt. Sie wurde von jüdischen arabischen Dichter und Krieger Samuel ibn 'Adiya (Samaw’al ibn Adiya[6]) und seinem Großvater 'Adiya im 6. Jahrhundert erbaut.
- Der Palast Qasr Al-Hamra wurde im 7. Jahrhundert errichtet.
- Das alte Tayma ist auf drei Seiten von einer archäologisch bedeutenden Stadtmauer umgeben, die im 6. Jahrhundert v. Chr. errichtet wurde.
- Qasr Al-Radhm
- Brunnen von Haddadsch, (Bir Haddaj), angeblich der größte Brunnen auf der arabischen Halbinsel.[1] Der Brunnen hat einen Durchmesser von 18 Metern und ist von ca. 70 Schöpfeinrichtungen umgeben.[1][7] Dabei wird durch ein "Eimer (gharb)" jeweils mit einem Seil, das über ein am Rand der Brunnenanlage hoch angebrachtes Rad umgelenkt wird, von einem Zugtier, zumeist einem Kamel, das Wasser aus etwa dreizehn Metern Tiefe an die Oberfläche befördert. 1962 gab es schon sechs Pumpen und die alten Schöpfeinrichtungen verfielen langsam. In den Neunzigern wurde die gesamte Anlage auf Veranlassung des Gouverneurs der Region Tabuk, Prinz Fahd bin Sultan bin Abd al-Aziz,[3] und unter der Anleitung von Mohamed Al-Najem,[1] dem Leiter des örtlichen „Museum of Archaeology and Ethnography“ in Stand gesetzt und von einer parkähnlichen Anlage umgeben.
- Friedhöfe
- Viele Inschriften in der Umgebung auf Aramäisch, Lihyanitisch, Thamudisch, Nabatäisch
- Der in zwei Teile zerbrochene an-Nasla-Felsen ist eine geologische Kuriosität.
- Qasr Al-Bejaidi
- Hügel Al-Hadiqah
- Viele Museen

## Archäologische Untersuchungen
Die Oase wird seit 2004 von einem Team des DAI unter der Leitung von Ricardo Eichmann archäologisch erforscht. Dort kreuzten sich die alten Handelswege, Kontakte zu den Reichen Ägyptens, der Levante, Mesopotamiens und Südarabiens bestanden. Die Oase lag über einem Becken von Grundwasserreservoirs, die zum Teil schon in einem Meter Tiefe erreichbar waren. Da die nächste Wasserstelle 150 Kilometer entfernt lag, kam der gesamte Verkehr an der Weihrauchstraße um die Oase nicht herum. Tayma war gut befestigt mit einer 14 Kilometer langen Mauer, der innere Bezirk war durch mehrere Mauern geschützt. Die Grundmauern zahlreicher Tempel und anderer Gebäude wurden entdeckt. Es wurden Waffen von Söldnern aus dem Libanon, Syrien und Nordmesopotamien gefunden, einige aus der Zeit um 2000 v. Chr. Es gibt zudem Inschriften von Aramäern und anderen Völkern aus dem 2. und 1. Jahrtausend v. Chr. Eine Stele bestätigt, dass Nabonid, der letzte babylonische König, Mitte des 6. Jahrhunderts v. Chr. vermutlich wegen des Karawanenhandels dort residierte. Die Archäologen beabsichtigen, den gesamten arabischen Raum von hier aus stärker ins Blickfeld der Wissenschaft zu rücken.